# Bladguld
Bladguld er guld med høj lødighed, mellem 18 og 23,5 karat, der er hamret ud til meget tynde blade. Tykkelsen ligger omkring 0,1 µm.
Guld er et metal, der kan strækkes meget. Det kan trækkes til særdeles tynde tråde og altså strækkes ud til tynde blade. Bladguldet benyttes til forgyldning, der ikke involverer giftige stoffer som cyankalium eller kviksølv.

## Fremstilling
Guldet udstøbes i form af en stang, der valses gentagne gange til papirtynde plader. Pladerne klippes i kvadrater, der lægges lagvis adskilt af pergamentblade. Stakken bearbejdes med hammer med en glatpoleret granitsten som ambolt. Bladene klippes nu atter i kvadrater, lægges lagvis adskilt af hudblade (fremstillet af oksens blindtarm). Stakken bearbejdes igen med hammer.
Arkene af bladguld anbringes i "bøger" af silkepapir, der er gnedet med rød bolus (ler), så guldet ikke hæfter sig på papiret.
Transferguld er bladguld i "bøger", hvor bladene ikke er gnedet med bolus. Guldet hæfter derfor let fast til papiret, så det kan overføres med papiret som støtte.

## Anvendelse
Bladguld anvendes til forgyldning af forskellige genstande, f.eks. af metal, træ, sten, præget i læderbogbind og håndskrifter (illuminering) på pergament eller papir. Materialet forberedes i nogle tilfælde først ved at lægge en grund af kridt, gips eller lignende, der gør overfladen glat og evt. let hævet. Derpå lægges en klæbende grund, der kan laves af fernis, æggehvide, lim eller andre materialer. I nogle tilfælde lader man den tørre så meget, at den kun lige er klæbrig. Bliver den for tør, kan den gøres klæbrig blot ved at ånde på den.
Et stykke af et guldblad kan skæres fra på en særlig pude af træ overtrukket med vaskeskind. Det kan nu forsigtigt flyttes til det, der skal forgyldes, med kniven eller en tynd, bred og langhåret børste fedtet ind med lidt hudfedt. Transferguld flyttes med papiret som base, evt. klippet i passende stykker. Det duppes forsigtigt på plads med vat (bomuld), uld eller et silkelommetørklæde. Når grunden er tør, kan overfladen forsigtigt poleres med en agatstift eller en hjørnetand fra en hund (formen er velegnet til formålet) monteret på et skaft. Så kan det løse guld væk børstes.
Billedrammer udføres ofte med bladguld.